# La dame blanche
La dame blanche (La dama bianca) è un'opéra comique in tre atti del compositore francese François-Adrien Boieldieu, su libretto di Eugène Scribe.

## Storia
Il libretto è basato su episodi di non meno di cinque opere dello scrittore scozzese Sir Walter Scott, inclusi i suoi romanzi Guy Mannering (1815), The Monastery (1820) e The Abbot (1820). L'opera ha elementi tipici del romantico nella sua modalità gotica, tra cui un'esotica località scozzese, un erede perduto, un castello misterioso, una fortuna nascosta e un fantasma, in questo caso benevolo. L'opera è stata uno dei primi tentativi di introdurre il fantastico nell'opera ed è un modello per opere come Robert le diable di Giacomo Meyerbeer (1831) e Faust di Charles Gounod (1859). Lo stile musicale dell'opera ha grandemente influenzato anche opere successive come Lucia di Lammermoor, I puritani e La jolie fille de Perth.

## Storia delle esecuzioni
La dame blanche fu rappresentata per la prima volta il 10 dicembre 1825 dall'Opéra-Comique al Théâtre Feydeau di Parigi. Fu un grande successo e divenne una riserva del repertorio operistico del XIX secolo in Francia e Germania. Nel 1862 l'Opéra-Comique aveva dato più di 1.000 spettacoli di La dame blanche.
Fu rappresentata per la prima volta in Inghilterra in inglese come The White Lady al Theatre Royal Drury Lane il 9 ottobre 1826 e negli Stati Uniti in francese al Théâtre d'Orléans il 6 febbraio 1827.
La popolarità dell'opera iniziò a diminuire verso la fine del XIX secolo e le esibizioni da allora sono state rare. L'opera è stata ripresa a Parigi nel 1996 dal direttore Marc Minkowski e nel 2020 all'Opéra Comique. Sono state effettuate varie registrazioni dell'opera (vedi sotto).
L'ouverture è stata composta dai temi di Boieldieu dal suo allievo Adolphe Adam.

## Analisi musicale
La partitura di Boieldieu è altamente espressiva e ricca di numeri sorprendenti. Di particolare rilievo sono la ballata di Jenny, l'aria d'ingresso di Brown e la musica cantata da Anna, che è molto fiorita e preceduta da arpeggi di arpa ogni volta che appare la Dama Bianca. Il fulcro drammatico dell'opera è la scena dell'asta, un ensemble in stile italiano che ha un'intensità non eguagliata né superata da nessun'altra opéra comique di quel periodo, né di Boieldieu né dei suoi contemporanei. L'aria dell'opera che viene eseguita più spesso oggi in recital è l'aria del tenore, "Viens, gentille dame" ("Vieni gentile dama"). L'opera fa anche uso di melodie popolari scozzesi.

## Ruoli
| Ruolo                                            | Registro vocale | Cast della prima, 10 dicembre 1825 (Direttore: Charles-Frédéric Kreubé) |
| ------------------------------------------------ | --------------- | ----------------------------------------------------------------------- |
| Gaveston, vecchio maggiordomo dei conti d'Avenel | basso           | Henry Deshaynes                                                         |
| Anna, sua pupilla                                | soprano         | Antoinette-Eugénie Rigaut                                               |
| Georges Brown, giovane ufficiale inglese         | tenore          | Louis-Antoine-Eléonore Ponchard                                         |
| Dickson, contadino dei Conti d'Avenel            | tenore          | Louis Féréol                                                            |
| Jenny, sua moglie                                | mezzosoprano    | Marie-Julie Halligner                                                   |
| Marguerite, vecchia serva dei conti d'Avenel     | mezzosoprano    | Marie Desbrosses                                                        |
| Gabriel, servo alla fattoria di Dikson           | basso           | Belnié                                                                  |
| MacIrton, giudice di pace                        | basso           | Firmin                                                                  |
| Gente di campagna, ecc. (coro)                   |                 |                                                                         |

## Trama
Luogo: Scozia
Periodo: 1753
Il conte e la contessa Avenel sono morti entrambi in esilio, lasciando il destino del loro castello e della loro tenuta al loro malvagio e disonesto amministratore, Gaveston. La proprietà dovrebbe andare al figlio degli Avenel, Julien, ma è scomparso. Dickson, un fittavolo nella terra del defunto conte, e sua moglie Jenny stanno per celebrare il battesimo del loro figlio neonato quando si rendono conto di non avere un padrino. Un giovane ufficiale dell'esercito inglese, Georges Brown, si offre di assumere questo ruolo. Dickson informa Brown che il castello sarà messo all'asta da Gaveston, che spera di acquistarlo insieme al titolo. Jenny canta la ballata della Dama Bianca ("D’ici voyez ce beau domaine"), essendo la "Dama Bianca" lo spirito guardiano degli Avenel. Dickson riceve la corrispondenza dalla Dama Bianca, che gli fa cenno di recarsi al castello. Poiché è troppo spaventato per obbedire, Brown va alla sua casa.
Nel frattempo Anna, un'orfana cresciuta dagli Avenel, racconta all'anziana governante Marguerite di come si è presa cura di un soldato ferito che le ricordava Julien, che era il suo amore d'infanzia. Gaveston proclama i suoi piani per l'asta la mattina successiva. Appare Brown, in cerca di rifugio per la notte. Rimasto solo, canta la cavatina, Viens, gentille dame. Anna entra, travestita da La Dama Bianca, con un velo bianco. Riconosce Brown come il soldato di cui si è occupata ad Hannover. Domani dovrà obbedirle senza riserve. Brown accetta di farlo.
La mattina seguente si svolge l'asta. A nome degli inquilini di Avenel, Dickson punta contro Gaveston ma raggiunge rapidamente il suo limite. Incoraggiato da Anna ad aiutare Dickson, Brown fa un'offerta all'asta e presto supera il maggiordomo, acquistando il castello per 500.000 franchi. Ma Dickson non ha i soldi e se non paga prima di mezzogiorno sarà gettato in prigione.
Anna e Marguerite cercano la statua della Dama Bianca, in cui sono nascoste le ricchezze degli Avenel. Brown ha la curiosa sensazione di ricordare in qualche modo il castello. Nel frattempo, Gaveston riceve la notizia che George Brown è in realtà lo scomparso Julien Avenel, anche se lo stesso Brown non lo sa. Anna ascolta la notizia e mette in moto un piano. Al battere delle 12, la Dama Bianca appare con uno scrigno del tesoro. Contrastato, Gaveston le strappa il velo con rabbia per smascherare Anna, che poi rivela la vera identità di Brown come Julien. Julien e Anna sono felicemente riuniti.

## Libretto
- La dame blanche (Wikisource francese)

## Incisioni
- 1962 – Michel Sénéchal (Georges Brown), Françoise Louvay (Anna), Jane Berbié (Jenny), André Doniat (Dickson), Adrien Legros (Gaveston), Geneviève Baudoz (Marguerite) – Orchestre symphonique et Choeur de Paris, Pierre Stoll (conductor) – (Accord)
- 1964 – Nicolai Gedda, Mimi Aarden,  Sophia Van Sant,  Guus Hoekman,  Erna Spoorenberg, Henk Drissen and Franz Vroons with Jean Fournet conducting the Hilversum Radio Chorus and Hilversum Radio Orchestra. There are two issues of this version: Melodram catalog #: 50033 – Opera D'Oro catalog #: 1364
- 1996 – Rockwell Blake (Georges Brown), Annick Massis (Anna), Mireille Delunsch (Jenny), Jean-Paul Fouchécourt (Dickson), Laurent Naouri (Gaveston), Sylvie Brunet (Marguerite), conducted by Marc Minkowski with the Choeur de Radio France and the Ensemble Orchestral de Paris (EMI Classics)